# Conseil scolaire du Nord-Ouest N°1
Le Conseil scolaire du Nord-Ouest (CSNO) est le conseil scolaire francophone de l'Alberta. Il est basé au 4 rue Bouchard, à Saint-Isidore, en Alberta.

## Historique
Dès ses débuts, vers le milieu des années 1980, le Conseil scolaire du Nord-Ouest N° 1 travaille en étroite collaboration avec le District scolaire de Saint-Isidore n° 5054. Ce dernier était jusque là responsable du développement, de la promotion et de la défense de l’éducation francophone en Alberta, et plus particulièrement dans la région de Rivière-la-Paix. De ce fait, c’est sous la tutelle du District scolaire de Saint-Isidore n° 5054 que voit le jour la première école régionale francophone en milieu rural en 1988.
En mars 1994, la province de l’Alberta légifère, pour la première fois de son histoire, le droit aux francophones de gérer leur propre système d’éducation. Elle établit alors les conseils scolaires régionaux francophones: les districts scolaires francophones (dont le District scolaire de Saint-Isidore n° 5054) et le Conseil scolaire du Nord-Ouest N° 1.
Le District scolaire n° 5054 fut dissout en août 1994. Il remit tous ses devoirs et responsabilités au Conseil scolaire du Nord-Ouest N° 1.

## Mission
Le Conseil scolaire du Nord-Ouest N° 1 est une entité reconnue par le gouvernement d'état et fait partie de la Fédération des conseils scolaires francophones de l’Alberta (FCSFA). Le CSNO permet aux francophones de cette région de l'état de participer de plein droit à la gestion de l’éducation francophone en Alberta.
Il gère trois complexes scolaires principaux: 
- École des Quatre-vents (prématernelle – 12e année), à Peace River
- École Nouvelle frontière (prématernelle – 12e année), à Grande Prairie
- École Héritage (prématernelle – 12e année), à Falher

En supplément, le CSNO supervise aussi une garderie « Les petits boucs », à Grande Prairie.
Le CNSO offre annuellement quelques bourses, notamment à des élèves souhaitant poursuivre dans le post-secondaire ainsi que des bourses d'engagement et de vie scolaire.